# Новая Бура
Новая Бура (баш. Яңы Бура, луговомар. Пура Ял) — село в Краснокамском районе Республики Башкортостан Российской Федерации. Административный центр Новобуринского сельсовета.

## География

### Географическое положение
Расстояние до:
- районного центра (Николо-Берёзовка): 57 км,
- ближайшей ж/д станции (Нефтекамск): 50 км.

## Население
| 2002 | 2009 | 2010 |
| ---- | ---- | ---- |
| 610  | ↗649 | ↘593 |

Национальный состав
Согласно переписи 2002 года, преобладающая национальность — марийцы (53 %).

## Религия
В селе есть мечеть.